# Trabzonspor
Trabzonspor este un club de fotbal din Trabzon, Turcia.Echipa susține meciurile de acasă pe Stadionul Huseyin Avni Aker cu o capacitate de 19.649 de locuri.

## Palmares
- Turkcell Süper Lig:
  - Câștigător (8): 1975-76, 1976-77, 1978-79, 1979-80, 1980-81, 1983-84, 2010-11, 2021–22
  - Locul doi (7):1977–1978, 1981–1982, 1982–1983, 1994–1995, 1995–1996, 2003–2004, 2004–2005,
  - Locul trei (8): 1984-85, 1989–1990, 1990–1991, 1992–1993, 1993–1994, 1997–1998, 2008–2009, 2011–2012

- Cupa Turciei:
  - Câștigători (9) : 1976-77, 1977–78, 1983–84, 1991–92, 1994–95, 2002–03, 2003–04, 2009–10,2019 -20
  - Finalistă (6): 1974–75, 1975–76, 1984-85, 1989–90, 1996–97, 2012–13

- Cupa Președintelui:
  - Câștigători (7): 1976,
  - Finalistă (3): 1981, 1984,

- Cupa Chancellor:
  - Câștigători (5): 1975-76, 1977-78,
  - Finalistă (6): 1974-75,